# 스네어스펭귄
스네어스펭귄(Snares penguin, Eudyptes robustus, Snares crested penguin, Snares Islands penguin)은 뉴질랜드 기원의 펭귄이다. 이 종은 남섬 해안 남부에서 떨어진 섬들인 스네어스제도에서 서식한다. 크기는 중간 정도이고, 노란 볏이 있는 펭귄이며 크기는 50~70cm, 몸무게는 2.5~4kg에 달한다. 윗쪽은 군청색이고 아래는 흰색이다.
스네어스펭귄의 주요 먹이는 크릴새우이며 그 외에 살오징어와 조그마한 물고기를 보충식으로 잡아먹는다.